# Christian Rainer
Christian Rainer (20 gennaio 1976) è un musicista, cantante e artista italiano.

## Biografia
Attivo dalla prima metà degli anni '90 come autore e regista per il cinema e il teatro, ha concentrato poi la sua ricerca prevalentemente sulla musica e le arti visive. 
Numerose le collaborazioni con diversi artisti in progetti musicali ed espositivi per alcuni dei quali è stato anche curatore.
Per quanto riguarda le arti visive, le sue opere, performance e installazioni sono state ospitate da molti musei, dal Centro Pompidou a Parigi alla Fondazione Sandretto Re Rebaudengo a Torino.
Parallelamente ha firmato articoli di critica d'arte e musicale.

## Discografia

### Solista

#### Album in studio
- 2002 – Mein Braunes Blut, Bar La Muerte
- 2008 – Turn love to Hate, Ghost Records
- 2015 – Any Kind Of Drug For Just One Kind Of Love, Minus Habens Records

#### Colonne sonore
- Musica per Mathilda madre. Ultimi giorni di Matilde di Canossa tra fede e potere, spettacolo teatrale per Bologna 2000, su commissione di Bologna dei musei, di cui è anche drammaturgo, regista e scenografo
- Autore delle musiche per il cortometraggio Dolce Stil Novo (1998) di Giovanni Davide Maderna, Festival del cinema di Locarno, in cui è anche aiuto regista[5]
- Musiche per il cortometraggio Le due finestre di Chiara Rainer, Arkadin Picture, 2008
- Il brano Total Eclipse - è presente nella puntata Sangue in facoltà della serie televisiva L'ispettore Coliandro (2009)
- Autore di brani musicali per il film documentario Folder (2010) di Cosimo Terlizzi, in cui è anche attore[6]
- Musiche per il film L'uomo doppio (2012) di Cosimo Terlizzi
- La canzone Stranger fa parte della colonna sonora del film Miele (2013) di Valeria Golino
- Musiche per il film Dei (2018) di Cosimo Terlizzi

#### Singoli
- Cover del brano Vegetable Man di Syd Barrett, Vegetable Man Project Vol.3, Oggetti Volanti non Identificati, 2004

### Collaborazioni

#### Album realizzati insieme ad altri musicisti
- How this word resounds, album realizzato da Christian Rainer e Kiddycar, 2008[7]

#### Partecipazione in album di altri musicisti
- Ronin: 
  - musicista e arrangiatore per il primo album omonimo Ronin, 2004
  - voce e arrangiamenti nel brano Summer Wine presente nell'album I see Them, Overdrive Records, 2016[8]
- Vivianne Viveur: voce, piano, musica e arrangiamenti del brano Grey per l'album Rain feelings, My Fay Records, 2010. Edito e distribuito in UK e US
- Giancarlo Onorato: arrangiatore e interprete per l'album Sangue Bianco, Lilium Produzioni, 2010

## Arti visive

### Selezione di esposizioni
2015
- Il silenzio e la lode, personale, Galleria Doppelgaenger, Bari

2014
- Schermi delle mie brame, collettiva per la Triennale di Milano
- Hyperouranious, collettiva per il Festival della Filosofia, Modena

2013
- VideoHeart, collettiva, Centro Candiani, Mestre (VE)

2012
- Italianitudine, collettiva, villa di Toppo Florio, Buttrio (UD)
- Here Today, Mars Tomorrow(esposta serie inedita “Rehab”), collettiva, Palazzo Ducale, Genova.

2011
- Himera, progetto video documentario su interventi, opere e riflessioni di Christian Rainer sul sito archeologico di Himera (PA) con le registe Chiara Andrich e Valentina Pellitteri prodotto dal Centro sperimentale di Cinematografia di Palermo.
- 2011: Prospero, video diretto da Christian Rainer, liberamente ispirato al romanzo omonimo di Gianluca Di Dio. Già presentato alla Galleria di Arte Moderna e Contemporanea di San Marino e di Genova.

2010
- To find a Video, collettiva, Castello di Rivara, Torino
- Visual Band, collettiva, Lu.CCa Museum, Lucca
- Limen, sui principi occulti della natura epifanica, personale, Traffic Gallery e Basilica di Santa Maria Maggiore, Bergamo

2009
- Poiesis, collettiva. Museo Arte Contemporanea di Lissone (MI)
- Visions in New York, collettiva, Columbia University, New York

2008
- Una figura neutra, una comunione nella muta e compromesso al varco, personale, galleria Studio Vetusta, Modena.
- Kunsthuis 13, progetti video per la fondazione, Velp, Paesi Bassi
- Expanded Unreal, collettiva di videoarte, Musei Napoleonici, Tolentino (MC)
- Tina B., Prague Contemporary Art, Galerie Vernon, Praga
- L’illuminazione stupefacente, collettiva, Galleria Studio Vetusta, Festival della Filosofia, Modena
- DVDrops 2, videoartisti Italia-Inghilterra, Teatro Universitario, Ferrara

2007
- I-City, collettiva itinerante, Palazzo Re Enzo, Bologna.
- Video Out, collettiva di video arte, Jakarta National Gallery, Indonesia.
- Turn Love to Video, evento di videoarte/videoclip ideato da Christian Rainer. Prima mondiale presentata in occasione della 53’ Biennale di Venezia e Museo Pecci di Prato.
- Stranger, personale. Traffic Gallery, Bergamo.
- VITRIOL, collettiva, galleria A+A, Centro delle esposizioni sloveno, Venezia.
- Biennale di video e fotografia contemporanea città di Alessandria.

2007-2006
- Stranger, Galleria De Faveri, Feltre (BL). Indie clip Night, Torino, M.E.I., Faenza, Action in Media/Fandango, Roma. Museo Pecci, Prato. Teatro del Trionfo, Cartoceto (PU), Isola Tiberina, Roma Galleria di Arte Moderna e Contemporanea di San Marino,in onda sul canale MtvFlux

2006
- Sister Morphine, collettiva, Neon, Fabbrica del vapore, Milano
- Big Screen Italia, collettiva, Yunnan Arts Institute, Kunming (Yunnan) Cina
- Selected Works, premio videoart, Palazzo Bonaguro, Bassano del Grappa (VI)
- Mortimer, His Fall, evento installativo/performativo. Festival Quartieri dell’Arte, Teatro dell’Unione, Viterbo
- 2006: Un posto luminoso chiamato giorno, installazione all’interno della collettiva Open Space/Maison vide, Palazzo Candiani, Mestre (VE).

2005
- No Name’s Riot, video per “A Show without works”, spazio Lima, Milano
- Alchimie Saline, collettiva, Palazzo mediceo, San Leo (PU)

2004
- Q13, collettiva, Palazzo Candiani], Mestre (VE)

2003
- Stillario, personale, Galleria Nazionale, Repubblica di San Marino
- Signs of light, Palazzo Parissi, Monteprandone (AP), Fabrika, Losone, Svizzera

2002
- Il battitore, personale, Galleria Studio Cavalieri, Bologna
- La montagna incantata, collettiva, Fondazione Sandretto Re Rebaudengo, Torino
- Viapal, il confine delle notti, collettiva, MART (Galleria Arte Moderna e Contemporanea di Trento e Rovereto).

2001
- Sich beliebt machen, video, Centre Pompidou, Parigi; Institut de culture canadienne, Brot Fabrik, Berlino; Fabbrica Europa, Firenze
- 13 vite al buio, azioni con attori, Teatro Comunale di Casalecchio,Bologna

1999
- Auf den Luecken, personale, Galleria Interno & DumDum, Bologna
- Passaggi a Nord-Ovest, collettiva, Galleria Civica, Biella

### Cataloghi
- Animal Appeal (studio sul teriomorfismo), testi di R. Marchesini e K. Andersen, Edizioni Hybris, Bologna, 2003
- La montagna incantata, catalogo della collettiva presso Fondazione Sandretto Re Rebaudengo, Torino, 2003
- Q 13, catalogo della collettiva presso Palazzo Candiani, Venezia-Mestre, 2003
- Ravenna for Art, catalogo della collettiva presso galleria Ninapì, Ravenna, 2003
- Signs of Light, catalogo della collettiva presso Palazzo Parissi, Monteprandone (AP) e La Fabbrica, Losone, (Svizzera), 2004, 2008
- Premio Maretti, catalogo della collettiva presso la Galleria Arte Moderna e Contemporanea di San Marino, Maretti Editore, 2005
- Show without Works, catalogo della collettiva presso Spazio Lima, Milano, 2005
- Alchimie Saline, catalogo della collettiva presso Palazzo Mediceo, San Leo (PU), 2005
- La Folie. Corpo riflesso, libro-progetto editoriale Ed. Laf Organic, Taranto, 2005
- Open Space, catalogo della collettiva presso il Centro Culturale Palazzo Candiani, Mestre (VE), 2006
- Stranger, catalogo d’autore della personale presso la Galleria De Faveri, Feltre (BL), 2006
- Anima digitale, catalogo della collettiva presso Fortezza da Basso, Firenze, 2006
- Stranger, catalogo della personale presso Traffic Gallery, Bergamo, 2007
- Mestre Film Festival, catalogo del festival presso Palazzo Candiani, Mestre, 2007
- Militia, Jackarta International video festival, catalogo del festival presso Museo di Arte Contemporanea, Jakarta (Indonesia), 2007
- V.I.T.R.I.O.L., catalogo della collettiva presso Centro Espositivo pubblico Sloveno, Venezia, 2007
- Prague Contemporary Art Festival, catalogo della manifestazione, varie location, Praga, 2008
- Degli Uomini Selvaggi e D’Altre Forasticherie, catalogo della collettiva presso Lab 610 XL

di Sovramonte (BL), 2009
- Visuale>DvDrops, catalogo della collettiva presso Museo Casa Ariosto e Teatro Universitario, Ferrara, 2009
- Corpus Unicum, catalogo della collettiva presso Centro Arti Visive Pescheria, Pesaro, 2009
- Corpicrudi, Libro monografico sul collettivo omonimo, Edizioni Skip_intro Ultracontemporary Art Books, 2009
- LIMEN, catalogo della personale presso Traffic Gallery e Basilica di Santa Maria Maggiore, Bergamo, Lubrina Editore, 2010

### Collaborazioni
- Karin Andersen
  - Video per il brano Stranger, 2007
  - Video per il brano Time to Leave, 2019